# Hazelton (Kansas)
Hazelton es una ciudad ubicada en el de condado de Barber en el estado estadounidense de Kansas. En el año 2020 tenía una población de 82 habitantes y una densidad poblacional de 55 personas por km².

## Geografía
Hazelton se encuentra ubicada en las coordenadas 37°5′24″N 98°24′8″O / 37.09000, -98.40222 (37.089862, -98.402261).

## Demografía
Según la Oficina del Censo en 2000 los ingresos medios por hogar en la localidad eran de $28,125 y los ingresos medios por familia eran $33,750. Los hombres tenían unos ingresos medios de $21,667 frente a los $22,500 para las mujeres. La renta per cápita para la localidad era de $12,745. Alrededor del 16.5% de la población estaban por debajo del umbral de pobreza.